# 乔大鳞盖蕨
乔大鳞盖蕨（学名：Microlepia gigantea）为姬蕨科鳞盖蕨属下的一个种。

## 扩展阅读
- 維基物種上的相關：乔大鳞盖蕨